# Forest (Mississippi)
Forest is een plaats (city) in de Amerikaanse staat Mississippi, en valt bestuurlijk gezien onder Scott County.

## Demografie
Bij de volkstelling in 2000 werd het aantal inwoners vastgesteld op 5987.
In 2006 is het aantal inwoners door het United States Census Bureau geschat op 6008, een stijging van 21 (0.4%).

## Geografie
Volgens het United States Census Bureau beslaat de plaats een oppervlakte van
33,8 km², waarvan 33,7 km² land en 0,1 km² water. Forest ligt op ongeveer 143 m boven zeeniveau.

## Plaatsen in de nabije omgeving
De onderstaande figuur toont nabijgelegen plaatsen in een straal van 28 km rond Forest.

## Geboren in Forest
- Arthur Crudup (Arthur "Big Boy" Crudup) (1905-1974), Delta blueszanger, gitarist en liedjesschrijver
- Donald Triplett (1933-2023), eerste persoon met diagnose autisme